# Alfred Nicolas Rambaud
 (octobre 2022).
Pour les articles homonymes, voir Rambaud.
Alfred Nicolas Rambaud, né à Besançon le 2 juillet 1842 et mort à Paris le 10 novembre 1905, est un historien et homme politique français.
Historien spécialiste de la France, de l'Empire byzantin et de la Russie, ses travaux étaient très appréciés à la fin du XIXe siècle. Son œuvre majeure est son Histoire générale du IVe siècle jusqu'à nos jours (Paris, 1891-1900, 12 volumes), qu'il dirigea avec Ernest Lavisse.
Ses recherches sur la Russie vers laquelle il s'orienta après ses travaux de byzantiniste, préfigurant le rapprochement entre l'Empire des tsars et la République française, n'en furent pas moins importants, notamment son "Histoire de la Russie"(1877) et surtout un grand classique "La Russie épique"(1876) qui inaugura un domaine complètement nouveau: la tradition orale russe.

## Biographie

### Jeunesse et études
Alfred Rambaud effectue ses études secondaires à Besançon, puis à Paris au lycée Louis-le-Grand. Il prépare le concours de l'École normale supérieure de la rue d'Ulm, où il est reçu en 1861. Il est reçu à l'agrégation de l'université en 1864.
Le 2 mai 1870, il soutient ses deux thèses de doctorat ès lettres à la Faculté de Paris. La première, en français, traite de l'empire grec au Xe siècle, avec Constantin Porphyrogénète comme objet principal d'étude. La deuxième, en latin, aborde l'hippodrome byzantin et les fêtes de cirque.  

### Parcours professoral
Devenu docteur, Rambaud est nommé chargé de cours à la faculté de lettres de l'université de Caen en 1871. Il devient professeur d'histoire en 1873 au sein de cette même faculté, avant de devenir suppléant à la faculté de lettres de l'université de Nancy en 1875. Il est élevé au rang de professeur en 1879. 
En 1881, Rambaud devint chargé de cours à la Sorbonne. Il devient, en 1884, professeur d'histoire moderne et contemporaine. De 1882 à 1895, il participe à de nombreuses soutenances de thèses de doctorat ès lettres, en qualité de membre du jury.  
En 1893, Alfred Rambaud est recruté par Émile Boutmy pour dispenser un cours d'histoire diplomatique pré-révolutionnaire au sein de l'École libre des sciences politiques. Il le donne jusqu'en 1897.
Il a collaboré au cours de sa carrière avec plusieurs revues telles que le Progrès de l'Est, le Journal des débats, la Revue historique, la Revue scientifique, la Revue archéologique, la Revue critique, Le Temps, et la Revue des deux mondes. Il a également été le directeur de la Revue bleue de 1888 à 1890.
Les papiers personnels d'Alfred Nicolas Rambaud sont conservés aux Archives nationales, site de Pierrefitte-sur-Seine, sous la cote 81AP Inventaire du fonds 81AP.

### Parcours politique
En 1879, Jules Ferry l'appelle à la direction de son cabinet au ministère de l'Instruction publique. Il est élu conseiller général du département du Doubs en 1883, puis est élu sénateur de ce département en 1895.
Il devient ministre de l'Instruction publique le 29 avril 1896. Il conserve cette fonction jusqu'au 29 juin 1898. 
Il est élu membre de l'Académie des sciences morales et politiques en 1897 et reprend son enseignement après la chute du gouvernement Jules Méline.
Membre fondateur du quotidien Le Petit Comtois, un passage de Besançon porte son nom.
Il meurt à son domicile, 76 rue d'Assas à Paris.

## Distinctions
- Officier de la Légion d'honneur (1893)[8]. Nommé chevalier en 1880.
- grand cordon de l'ordre de Saint-Alexandre Nevski

## Ouvrages
L'ouvrage de Rambaud, L'Empire grec au dixième siècle. Constantin Porphyrogénète est une date importante de l'évolution des études byzantines en raison de son succès dans le monde universitaire. Si Rambaud se détourne ensuite de la byzantinologie pour s'intéresser à la Russie, son œuvre ouvre une nouvelle époque avec la disparition progressive des préjugés dépréciateurs sur le monde byzantin, issus des Lumières et des jugements de Voltaire et de Montesquieu considérant l'Empire byzantin comme décadent et despotique. En France comme ailleurs, la deuxième moitié du XIXe siècle est marquée par l'apparition de jugements plus scientifiques sur l'Empire byzantin. Charles Diehl et Gustave Schlumberger s'inscrivent rapidement dans la lignée de Rambaud en publiant des études poussées sur Byzance, permettant progressivement la structuration de la byzantinologie comme une science historique,.
- L'Empire grec au Xe siècle, 1870, prix Thiers de l’Académie française en 1871
- Le Monde byzantin ; le sport et l'hippodrome, 1871
- Robert de Clari, guerrier et historien de la quatrième croisade, Impr. de F. Leblanc-Hardel, 1872
- La Domination française en Allemagne ; les Français sur le Rhin, 1873
- L'Allemagne sous Napoleon, 1874
- La Russie épique, 1876, prix Marcelin-Guérin de l’Académie française en 1878
- Les Français sur le Rhin (1792-1804) Libr.académique Didier et cie. 1880
- Français et Russes, Moscou et Sévastopol, 1876
- Michel Psellos, philosophe et homme d'état byzantin au XIe siècle. Sa vie et ses œuvres d'après les récentes publications de M. Constantin Sathas, Impr. de Gouverneur, 1877
- La Révolution française et l'aristocratie russe. Mémoire lu à l'Académie des sciences morales et politiques, Maisonneuve, 1878
- Histoire de la Russie depuis les origines jusqu'à l'année 1877, 1878
- Histoire de la révolution Française 1789-1799, 1883 librairie Hachette
- Histoire de la civilisation française, 1885
- Expansion de l'Angleterre, 1885
- La Vie lorraine d'autrefois, d'après les Archives de Nancye de Henri Lepage, Impr. de G. Crépin-Leblond, 1888
- Histoire de la civilisation contemporaine en France, 1888
- Les Nouvelles colonies de la République française, A. Colin, 1889
- Instructions données aux ambassadeurs, 1890
- Petite Histoire de la Civilisation française, Armand Colin, 1890 (première édition suivie de nombreuses révisions).
- Anneau de César (L') (souvenirs d'un soldat de Vercingétorix) (Magasin d'éducation et de récréation, 1892-1893)
- Histoire générale du IVe siècle jusqu'à nos jours, 12 vol., 1891-1900
- Russes et Prussiens, guerre de Sept Ans, 1895
- Jules Ferry, 1903
- La Renaissance française, art national français primitif, 1450 à 1550, 1906

## Sources
- « Alfred Nicolas Rambaud », dans le Dictionnaire des parlementaires français (1889-1940), sous la direction de Jean Jolly, PUF, 1960 [détail de l’édition]